# Andrea del Sarto

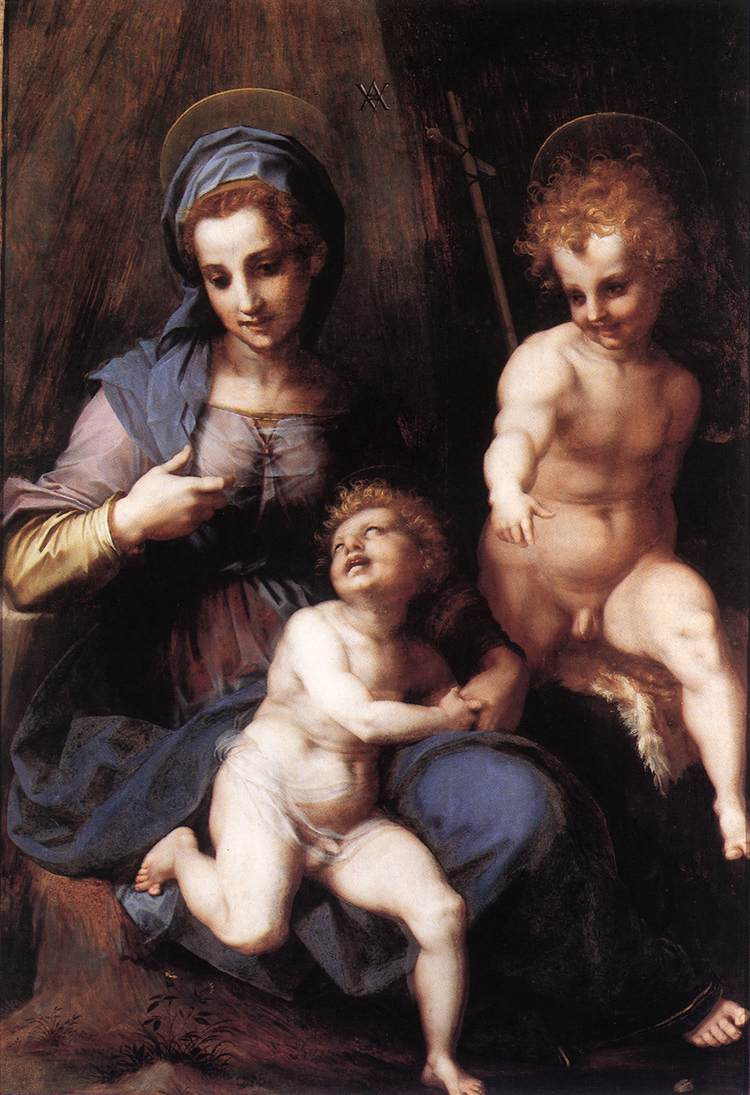
Virgen con niño y San Juan niño, hacia 1515, Roma, Galería Borghese.

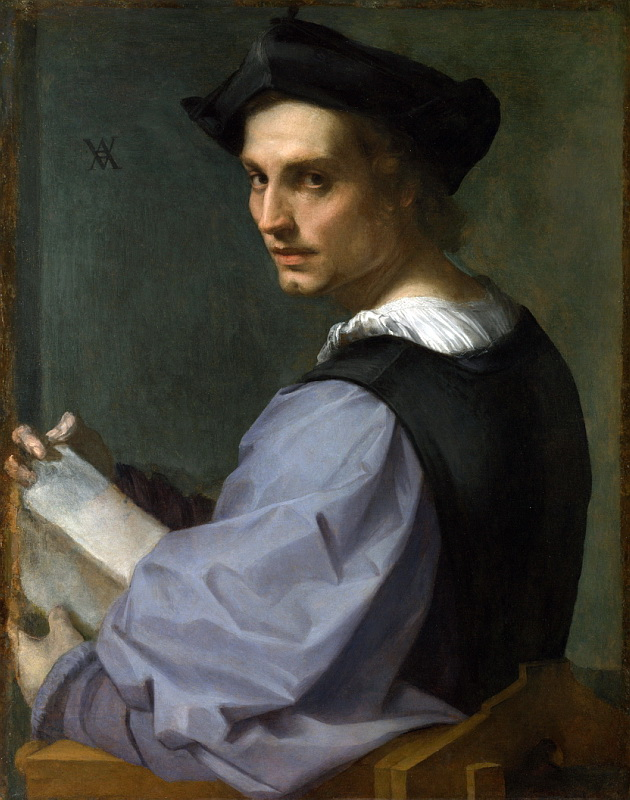
Retrato de hombre joven, hacia 1518, Londres, National Gallery.

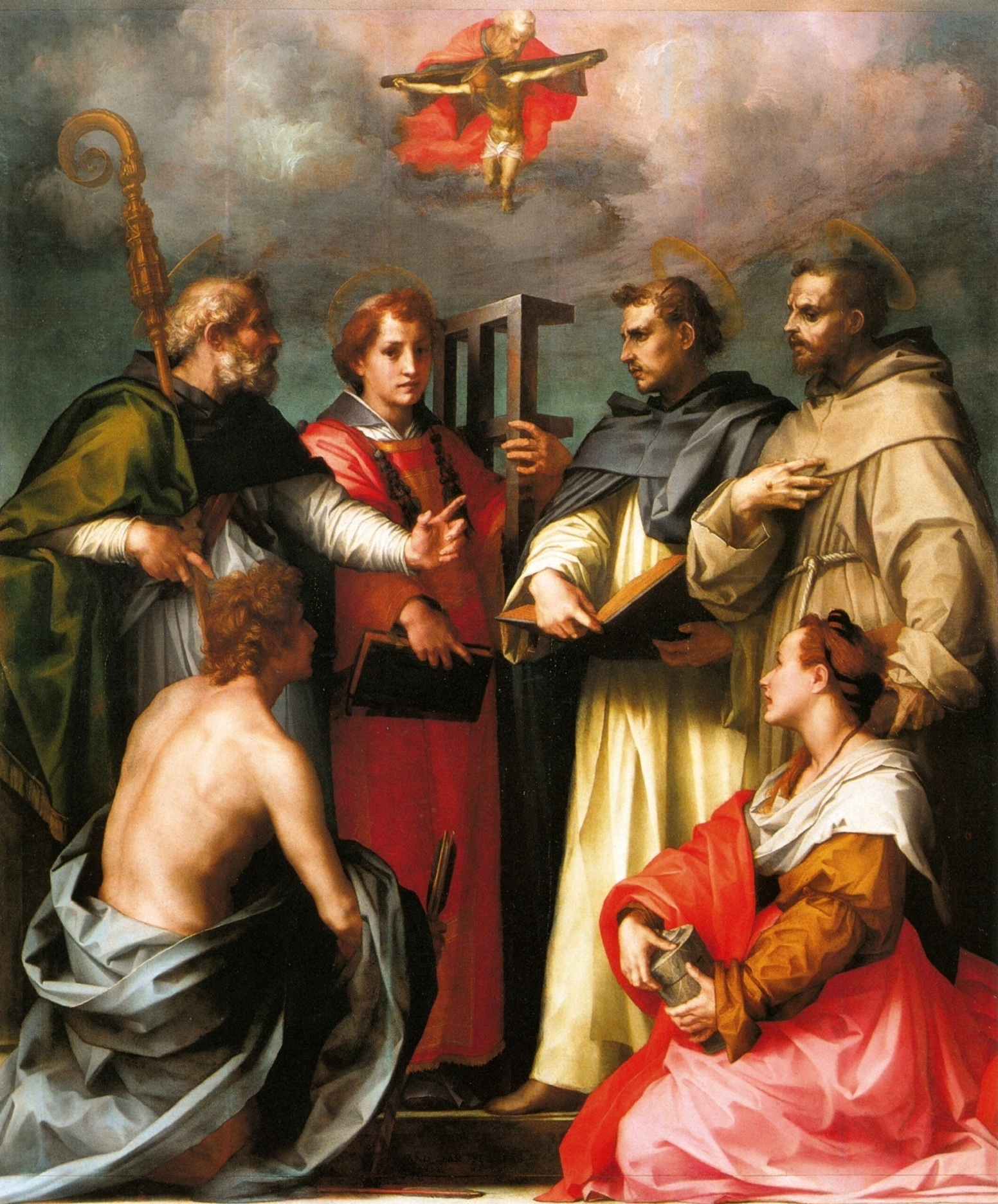
Disputa de la Trinidad, hacia 1518, Florencia, Palacio Pitti.

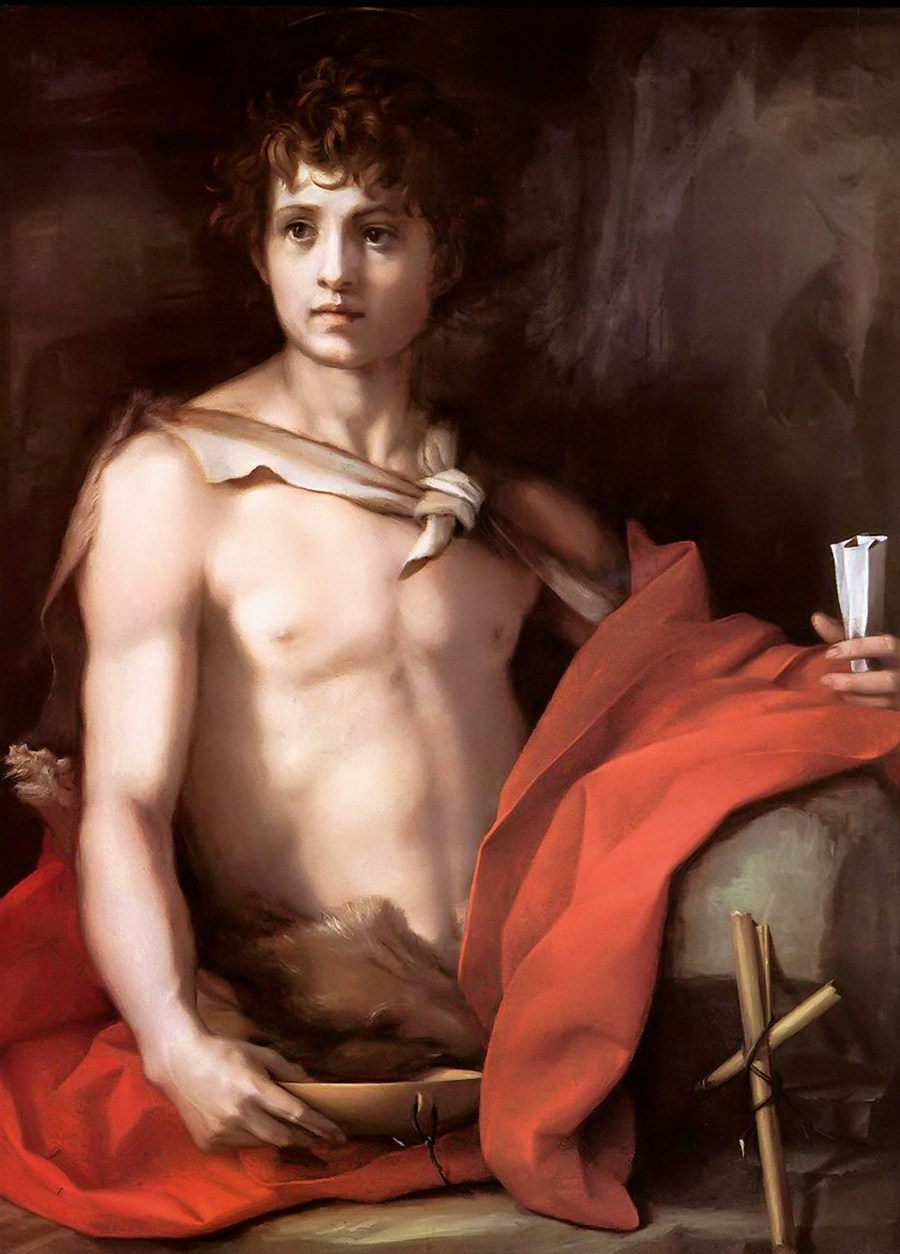
San Juan Bautista, hacia 1521, Florencia, Galería Uffizi.

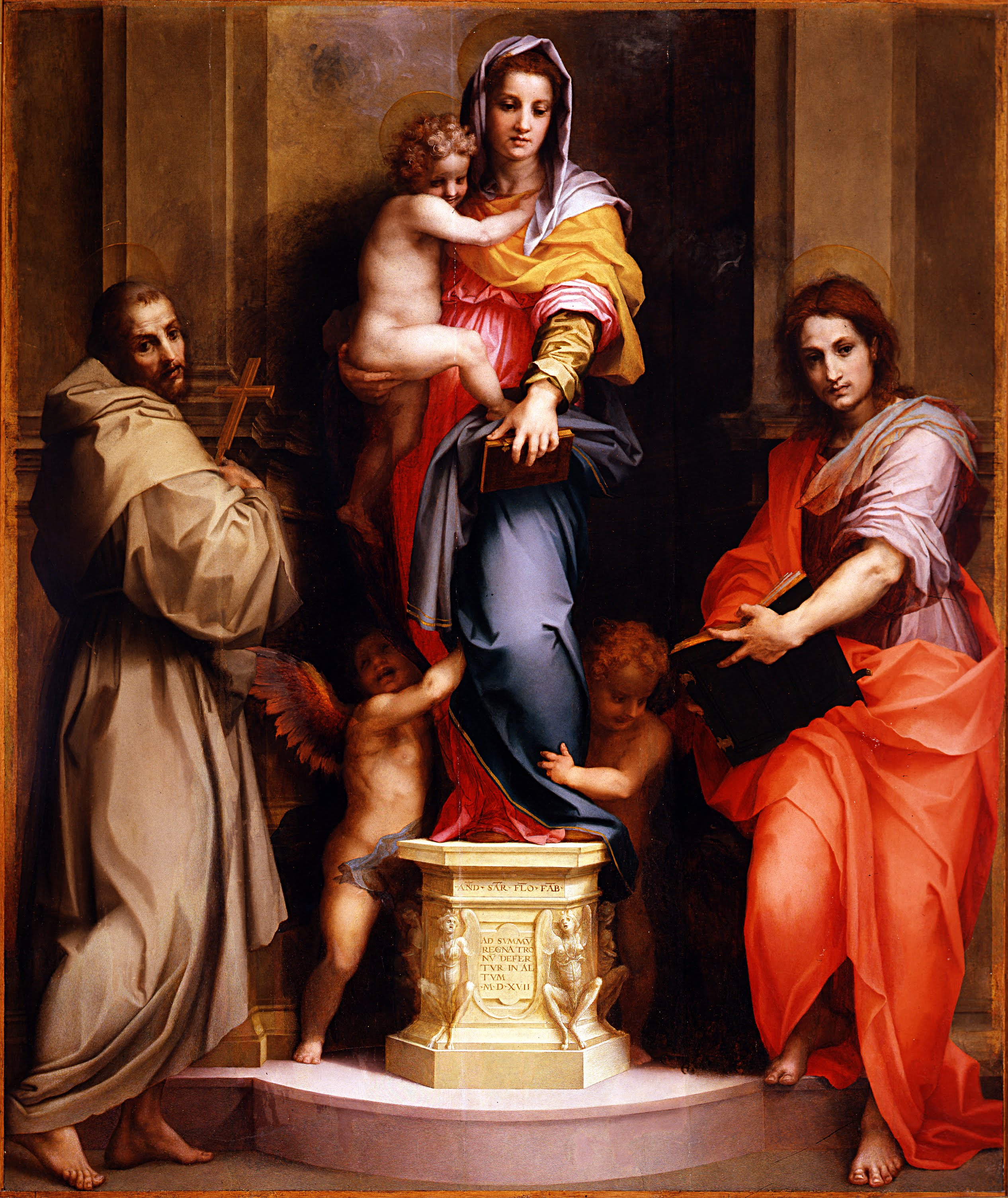
La Virgen de las arpías, 1517, Florencia, Galería Uffizi.

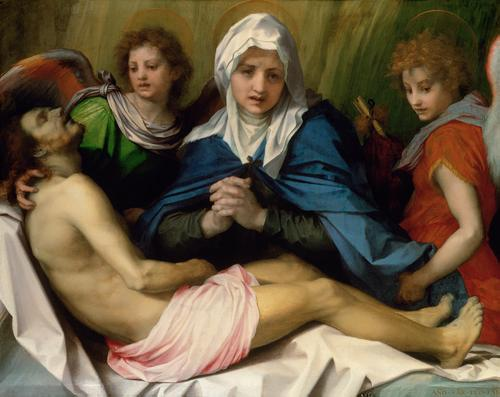
Piedad, 1520, Viena, Kunsthistorisches Museum.

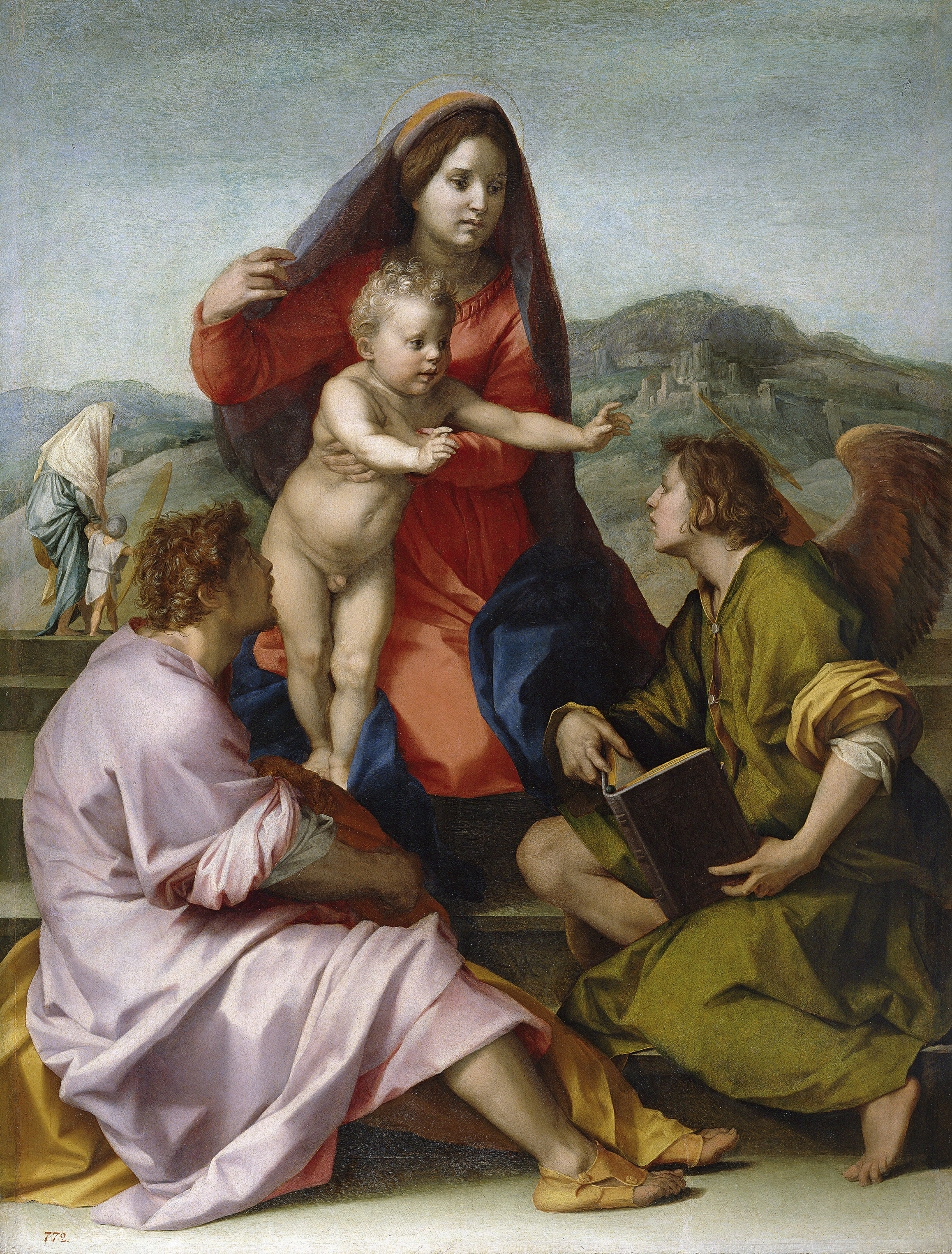
La Virgen con el Niño entre San Mateo y un ángel, 1522, Madrid, Museo del Prado.

Andrea del Sarto (Florencia, 16 de julio de 1486-21 de enero de 1531) fue un pintor italiano de estilo manierista cuya carrera floreció durante el Alto Renacimiento. Fue conocido como un destacado decorador al fresco, pintor de retablos, retratista, dibujante y colorista. Por su depurado estilo fue apodado «Andrea senza errori» («Andrea sin errores») si bien su renombre fue eclipsado después de su muerte por el de sus contemporáneos Leonardo da Vinci, Miguel Ángel y  Rafael.

## Biografía y carrera
Debe su apodo «del sarto» a que era hijo de un sastre («sarto» en italiano) llamado Agnolo di Francesco. Su madre, Costanza di Silvestro, también era hija de un sastre.

### Primeros años
Andrea del Sarto, bautizado Andrea d'Agnolo di Francesco di Luca, nació en Florencia el 16 de julio de 1486. Como su padre, Agnolo, era sastre (en italiano: sarto ), se le conoció como "del Sarto", hijo del sastre. Desde 1677 algunos le han atribuido el apellido Vannucchi con poca documentación. En 1494, Andrea fue aprendiz de un orfebre, y luego de un tallador de madera y pintor llamado Gian Barile, con quien permaneció hasta 1498. Según Vasari, fue posteriormente aprendiz de Piero di Cosimo y más tarde de Raffaellino del Garbo (Carli).
Andrea y un viejo amigo, Franciabigio, decidieron abrir juntos un taller en un alojamiento en la Piazza del Grano. El primer producto de su asociación pudo haber sido el Bautismo de Cristo para la Compagnia dello Scalzo florentina , el comienzo de una serie de frescos monocromáticos. Cuando se disolvió la sociedad, el estilo de Sarto llevaba el sello de la individualidad. Según la Encyclopædia Britannica, «estuvo marcado a lo largo de su carrera por un interés, excepcional entre los florentinos, por los efectos del color y la atmósfera y por una informalidad sofisticada y una expresión natural de la emoción».
De 1508 son sus primeras obras, inspiradas directamente de los pintores que le eran más familiares a él y a su amigo Francesco Franciabigio: Fra Bartolomeo y Mariotto Albertinelli, junto al estudio de Rafael Sanzio. Una Piedad de Andrea que se encuentra en la Galería Borghese de Roma recuerda a Fra Bartolomeo, y la Virgen con niño del Palacio Barberini une la sutil delicadeza de Leonardo; otra Virgen con niño, de 1509, une a la solidez estructural de la composición de Rafael una mayor desenvoltura y cordialidad en su representación.
Los frailes del convento de la Annunziata, para completar los frescos empezados en 1460 por Alessio Baldovinetti y continuados por Cosimo Rosselli, que no los terminó, encargan en 1509 a Andrea cinco historias de milagros de san Felipe Benizzi, que finalizó al año siguiente. Estos frescos son de carácter muy descriptivo, un poco al estilo de los de Ghirlandaio en la iglesia de la Santa Trinidad y de Santa María Novella, pero renovados en cuanto a su lenguaje, que se decanta más por una atmósfera cercana a Leonardo, y con un ritmo más dinámico.

### Década de 1510
Se considera probable que viajara a Roma en 1510, lo que le habría permitido conocer los desarrollos pictóricos de Rafael, visibles en la Adoración de los Magos de 1511 y en el Nacimiento de la Virgen de 1514. Su lenguaje formal desenvuelto, de una serenidad narrativa propia del Siglo XV, se enriquece con las matizadas atmósferas y los estilismos propios de Leonardo y Rafael.
El gran número de dibujos del período siguiente, que dieron la fama al Andrea dibujante, nos lo muestran atento a las enseñanzas de Miguel Ángel, a la singularización de la imagen plástica, como en la Virgen con niño y San Juan niño de la Galería Borghese, junto a los rebuscados escorzos de la cara del niño y del brazo tenso de San Juan, representados en un dinamismo frenético acentuado por la fría composición de colores.

### Frescos en la SS Annunziata de Florencia
De 1509 a 1514, la Orden de los Servitas empleó a Del Sarto, Franciabigio y Andrea Feltrini en un programa de frescos en la Basílica della Santissima Annunziata di Firenze. Sarto completó siete frescos en la explanada o atrio (el chiostro dei voti) ante la iglesia de los Siervos, cinco de los cuales ilustraban la Vida y los milagros de Filippo Benizzi, un santo Siervo que murió en 1285 (canonizado en 1671). Los ejecutó rápidamente, representando al santo curando a un leproso mediante el regalo de su túnica; prediciendo el mal final de algunos blasfemos; y restaurar a una niña poseída por un demonio. Los dos frescos finales de la serie representan la curación de un niño en el lecho de muerte de Filippo Benizzi y la curación de adultos y niños enfermos a través de su prenda reliquia que se encuentra en la iglesia. Los cinco frescos se completaron antes del cierre de 1510. El contrato original también requería que pintara cinco escenas de la vida y los milagros de San Sebastián, pero les dijo a los servitas que ya no deseaba continuar con el segundo ciclo. probablemente debido a la baja remuneración. Los servitas lo convencieron de hacer dos frescos más en la explanada, aunque con un tema diferente: una Procesión de los Reyes Magos (que contiene un autorretrato) terminado en 1511 y una Natividad de la Virgen.
Si la monocromía transmite un diseño concebido como un bajorrelieve, también la Virgen de las arpías de la Galería de los Uffizi, de 1517, que también tiene claras referencias a Fra Bartolommeo, recuerda a una escultura. En un nicho, en cálida penumbra, la virgen aparece como una estatua sobre un pedestal.
A finales de 1517 o principios de 1518 se casa con Lucrezia del Fede, viuda desde septiembre de 1516 de Carlo di Domenico Berrettaio. Según algunas crónicas, este matrimonio perjudicó al artista, supuestamente porque Lucrezia era codiciosa y le presionaba en su afán de ganar más dinero.
Andrea se dedicó al retrato de modo esporádico. Era este un género lejano a las disposiciones de Andrea, más propenso a la articulación compleja de la figuración. El Retrato de mujer del Museo del Prado de Madrid se identifica como su mujer Lucrezia y en el antiguamente tenido por Retrato de escultor de la National Galley de Londres hay quien reconoce a su amigo Jacopo Sansovino, o incluso a Baccio Bandinelli. De esta época es la Disputa de la Trinidad del Palacio Pitti.

### Viaje a Francia
Después de mayo de 1518 viaja a Francia, invitado por Francisco I, para el que ya había hecho en Florencia la Virgen con niño, Santa Isabel y San Juan niño del Louvre y otras obras hoy perdidas. El lienzo con las virtudes teologales, junto a sus habituales niños, y la granada en primer plano, típica de la cultura florentina de su época con su construcción piramidal y el plasticismo figurativo, tiene una calidad pictórica yesosa, señal de una crisis en la que sus contemporáneos Rosso Fiorentino y Pontormo se inclinarán hacia deformaciones manieristas, mientras Andrea, una vez agotada su vena original, se inclina por la reelaboración de motivos antiguos, confiados con frecuencia a su taller.
Supuestamente por culpa de su esposa Lucrezia, Andrea abandona Francia sin cumplir sus compromisos con Francisco I y está de nuevo en Florencia en 1520.

### Últimos años
Andrea renueva las tradicionales imágenes de las piedades florentinas en sus composiciones de Viena y del Palacio Pitti, esta última pintada para las monjas de San Pedro de Luco, en Mugello, donde Andrea se había refugiado en 1523 para huir de la epidemia de peste que asolaba Florencia. Se inspiró para ella en la Piedad de Fra Bartolomeo. 
En la Virgen con niño, un ángel y un santo del Museo del Prado de Madrid, llamada tradicionalmente Virgen de la Scala, la atención del pintor se centra en la definición de un progresivo rigor en la composición: todo ello reafirmando los efectos de la monumentalidad compositiva, que expresan en las figuras una naturaleza sustancial.

## Vida privada

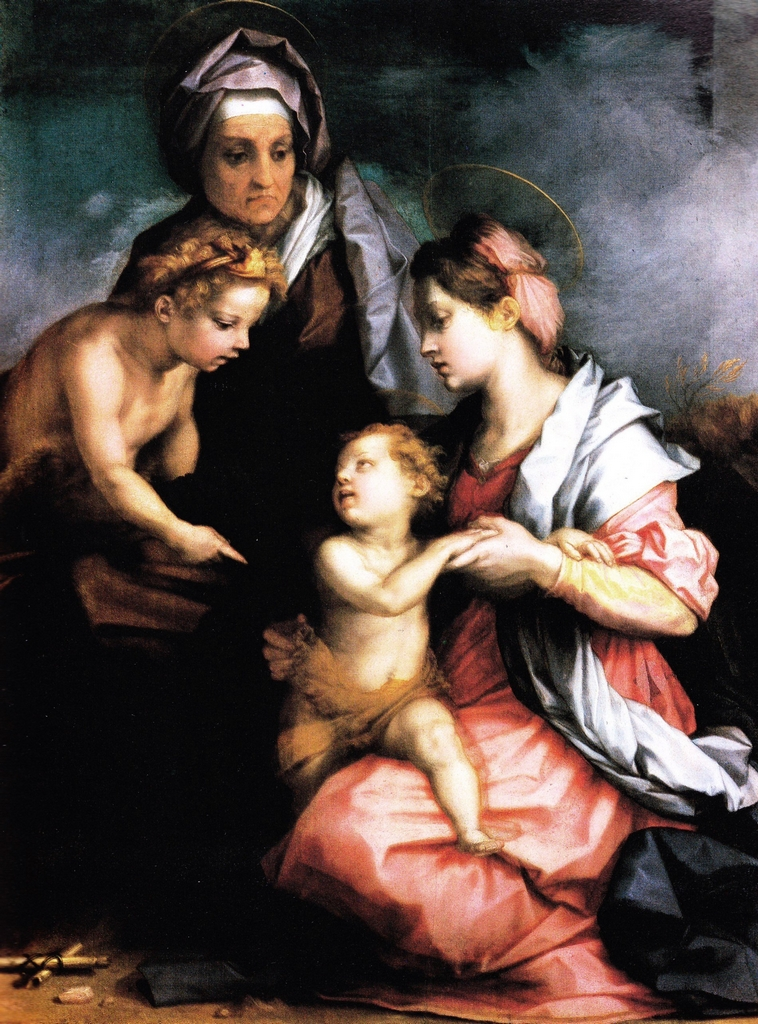
Virgen con el Niño, Santa Isabel y San Juan.

Andrea del Sarto se casó con Lucrezia del Fede, viuda de un sombrerero llamado Carlo, de Recanati, el 26 de diciembre de 1512. Lucrezia aparece en muchas de sus pinturas, a menudo como una Virgen. Sin embargo, Vasari la describe como infiel, celosa y zorra con los aprendices. En el siglo XIX Robert Browning la caracterizó de manera similar en uno de sus poemas.
Andrea del Sarto murió en Florencia a los 44 años durante un brote de peste bubónica, a fines de septiembre de 1530. Fue enterrado sin contemplaciones por la Misericordia en la iglesia de los Servitas. En Las vidas de los más excelentes arquitectos, pintores y escultores italianos Vasari afirmó que Andrea de Sarto no recibió ninguna atención de su esposa durante su enfermedad terminal. Sin embargo, era bien sabido en ese momento que la peste era altamente contagiosa, por lo que se ha especulado que Lucrezia simplemente tenía miedo de contraer la virulenta y frecuentemente fatal enfermedad. De ser cierto, esta cautela bien fundada fue recompensada, ya que sobrevivió a su esposo cuarenta años.

## Valoración crítica y legado
Fue Miguel Ángel quien introdujo a Vasari en 1524 en el estudio de Andrea. Se dice que entendió muy bien la técnica de Andrea del Sarto. De los que inicialmente siguieron su estilo en Florencia, el más destacado habría sido Jacopo Pontormo, pero también Rosso Fiorentino, Francesco Salviati y Jacopino del Conte. Otros asistentes y alumnos menos conocidos incluyen a Bernardo del Buda, Lamberto Lombardi, Nannuccio Fiorentino y Andrea Squazzella.
Vasari, sin embargo, fue muy crítico con su maestro, alegando que, aunque tenía todos las condiciones previas para ser un gran artista, carecía de ambición y ese fuego divino de inspiración que animó las obras de sus contemporáneos más famosos: Leonardo da Vinci, Miguel Ángel y Rafael.
El 21 de noviembre de 1848 se estrenó en París la obra André del Sarto, de Alfred de Musset.
En 1968, la ópera Andrea del Sarto del compositor francés Jean-Yves Daniel-Lesur se basó en la obra de teatro escrita en 1848 por Alfred de Musset.

## Obras
- Castillo de Alnwick: Retrato de joven, ~ 1511
- Chicago, Institut of Art: Autorretrato; Retrato de Lucrecia
- Cleveland, Museum: Sacrificio de Isaac, 1527 - 1530.
- Corsham Court, colección: San Juan Bautista en el desierto, ~ 1517.
- Dresde, Staatliche Kunstsammlung: Bodas místicas de santa Catalina, ~ 1512; Sacrificio de Isaac, 1527-1530
- Edimburgo, National Gallery, Autorretrato, 1525
- Florencia, Claustro degli Scalzi: Bautismo de Cristo, ~ 1510; Caridad, ~ 1513; San Juan Bautista predicando, 1515; La Justicia, 1515; San Juan Bautista, ~ 1516; La captura de san Juan Bautista, 1517; Danza de Salomé, ~ 1521; Decapitación del Bautista; Presentación de la cabeza del Bautista; Esperanza; Fe; Anuncio a Zacarías, 1523
- Orsanmichele: María Magdalena, ~ 1509
- Palacio Davanzati: Ícaro, ~ 1508
- Palacio Pitti: Visitación, ~ 1512; Escenas con san José, ~ 1516; Disputa de la Trinidad, ~ 1517; Asunción, 1522-1525; Piedad, ~ 1523; Sagrada Familia, ~ 1528; San Sebastián, ~ 1528; San Juan Bautista, ~ 1528; Anunciación Della Scala, ~ 1528; Virgen con santa Isabel y san Juan, 1529; Pala de san Godenzo, ~ 1529
- S. Marco: Visitación, ~ 1509
- San Salvi: frescos del claustro; Cinco santos, 1511; Cristo muerto, ~ 1524
- SS. Annunziata: frescos del claustro; El Salvador, ~ 1515
- Uffizi: Noli me tangere, ~ 1510; Retrato de Baccio Bandinelli, ~ 1516; Santiago, ~ 1528, Autorretrato, ~ 1528
- Londres, Wallace Collection: Virgen con san Juan niño, ~ 1519.
- Madrid, Prado: Retrato de Lucrecia di Baccio del Fede, mujer del pintor, ~ 1513; La Virgen con el Niño entre San Mateo y un ángel, 1522; Sacrificio de Isaac, 1527-1530; La Sagrada Familia, 1528-1530.
- Nápoles, Capodimonte: León X y un cardenal, copia de Rafael, 1525.
- Nueva York, Metropolitan Museum: Sagrada Familia, ~ 1527
- París, Louvre: Virgen con niño, Isabel, Juan Bautista y dos ángeles, ~ 1516; Sagrada Familia, ~ 1517
- Pisa, Duomo: Santa Inés, ~ 1530
- Poggio a Caiano: Tributo a César, 1521
- Roma, Galería Borghese: Piedad y santos, Altar, 1508; Virgen con niño y San Juan niño, ~ 1515
- Galleria Nazionale d'Arte Antica: Virgen, ~ 1508; Sagrada Familia, ~ 1528
- Viena, Kunsthistorisches Museum, Tobías, ~ 1511; Piedad, ~ 1521
- Washington, National Gallery: Caridad, 1528
- Castillo de Windsor (Royal Collection): Retrato de dama, ~ 1528

## En la cultura popular
Varias de sus obras aparecen, mencionadas como atribuidas a Rafael, en Sonatas, basada en las Sonatas de Ramón María del Valle Inclán.